# Diagramme temps-température-transformation
Le diagramme temps-température-transformation, ou diagramme TTT, est utilisé pour étudier les transitions de phases ou d'état, spécialement pendant les traitements thermiques dits de trempe.
Ce type de diagramme s'obtient par des expériences de trempe suivies d'un maintien à une température donnée. On mesure alors le taux de transformation.
Il existe une compétition entre l'énergie motrice de transformation et de diffusion : 
- À une température donnée il faut un certain temps pour commencer la transformation de phase. Ce temps augmente lorsqu'on s'approche de la température de transformation à l'équilibre (diagramme de phase). En effet, une différence de température est nécessaire pour commencer la transformation : c'est l'énergie motrice de transformation .
- Au contraire lorsqu'on diminue la température vers l'ambiante, la diffusion dans le solide devient plus lente. Cette diffusion est nécessaire à la transformation de phase. Le début de la transformation apparaît donc également après un temps plus long.

Si on refroidit le matériau très rapidement (trempe) jusqu'à une température suffisamment basse, il n'y a pas de diffusion possible, la transformation est dite displacive (exemple : Transformation martensitique).
Ces diagrammes sont dans la réalité très délicats à obtenir car ils nécessiteraient un maintien homogène et très précis de la température de l'éprouvette d'essai. Dans l'industrie, les diagrammes TRC sont donc préférés car ils correspondent à des courbes à refroidissement constant. Ils sont donc plus proches des conditions de refroidissement industrielles.
Ce type de diagramme est également utilisé en science des polymères et permet de différencier les phases liquides, gels et verres.

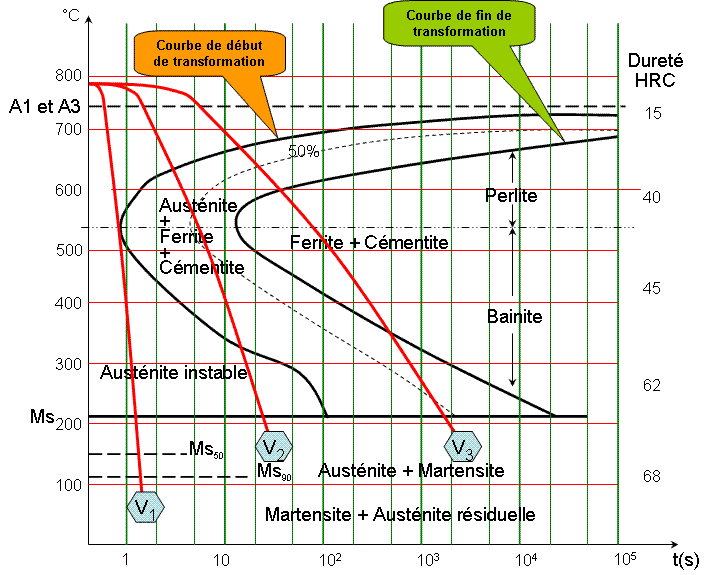
Diagramme Temps, température, taux de transformation

L'aspect global des courbes peuvent donner des informations sur la teneur en carbone de l'acier non-allié qu'elles représentent:
- Si les courbes ont une asymptote à 723 °C (ligne A1 ou Ae1), ce sera un acier eutectoïde à 0,77 % de carbone.
- Si les courbes ont une asymptote Acm (ou Aecm), ce sera un acier hypereutectoïde à entre 0,77 % et 2 % de carbone.
- Si les courbes ont une asymptote à A3 (ou Ae3) ce sera un acier hypoeutectoïde à moins de 0,77 % de carbone.

Les différents lignes citées ci-dessus ont les caractéristiques suivantes :
- La ligne A1 (ou Ae1) représente la température où débutent les transformations eutectoïdes, elle vaut toujours 723 °C pour un acier non-allié.
- La ligne A3 (ou Ae3) représente la température de transformation de l'austénite en ferrite. Sa valeur dépend du taux de carbone, elle varie entre 723 °C et 910 °C.
- La ligne Acm (ou Aecm) représente la température de transformation de l'austénite en perlite. Sa valeur dépend du taux de carbone, elle varie entre 723 °C et 1130 °C.